# Другият (филм, 1971)
Другият е българска телевизионна новела (историко-революционна драма) по едноименния разказ на Борис Априлов от 1971 година. Сценарий и режисура Таня Лилова. Оператор Румен Георгиев. Музиката е на Румяна Станкова .

## Актьорски състав
| В главните роли | Изпълнител      |
| --------------- | --------------- |
| „Другия“        | Вълчо Камарашев |
| комунистът      | Киран Коларов   |